# Rang-du-Fliers
Rang-du-Fliers – miejscowość i gmina we Francji, w regionie Hauts-de-France, w departamencie Pas-de-Calais.
Według danych na rok 1990 gminę zamieszkiwało 3579 osób, a gęstość zaludnienia wynosiła 342 osób/km² (wśród 1549 gmin regionu Nord-Pas-de-Calais Rang-du-Fliers plasuje się na 246. miejscu pod względem liczby ludności, natomiast pod względem powierzchni na miejscu 299.).